# Li Lan-ťüan
Li Lan-ťüan (čínsky pchin-jinem Lǐ Lánjuān, znaky zjednodušené 李兰娟; * 13. září 1947, Šao-sing, provincie Če-ťiang), také známá jako Lan-Juan Li, je čínská epidemioložka a hepatoložka. Je profesorkou na Lékařské fakultě Čeťiangské univerzity, členkou Čínské akademie inženýrství a působí jako ředitelka Státní laboratoře pro diagnostiku a léčbu infekčních nemocí. Vyvinula Li-NBAL, systém umělé podpory jater, který se používá u pacientů s akutním selháním jater. Získala několik národních ocenění za svou práci v boji proti epidemii SARS, H1N1 a H7N9.

## Raný život a vzdělávání
Li se narodila do chudé rolnické rodiny v Šao-singu v provincii Če-ťiang. Již na střední škole (Chang-kao v Chang-čou, která patří mezi nejznámější střední školy v jižní Číně) byla vynikající studentkou.
Po absolutoriu se stala učitelkou na střední škole v rodném městě. Studovala akupunkturu v čeťiangské Nemocnici čínské medicíny a také se jí věnovala. Její rodná vesnice požádala, aby se stala místní zdravotnicí (to je člověk, který má středoškolské vzdělání, nebo minimální lékařské vzdělání a je ochoten pracovat na čínském venkově, kde je nedostatek kvalifikovaných lékařů). Li nabídku přijala, přestože plat byl mnohem menší než ve škole. V roce 1970 (během kulturní revoluce), kdy čínské univerzity přijímaly studenty dělnického původu, byla Li doporučena ke studiu na Lékařské fakultě Čeťiangské univerzity, patřící mezi elitní školy v Číně a Asii.

## Kariéra
V roce 1973 byla Li Lan-ťüan přidělena na oddělení infekčních nemocí v První přidružené nemocnici Lékařské fakulty (浙江大学医学院附属第一医院) Čeťiangské univerzity. Zde zahájila svoji kariéru v epidemiologii. V roce 1986 Li a její tým vyvinuli umělý systém na podporu jater (ALSS nebo NBAL), který pomáhá pacientům s akutním selháním jater. Systém, nyní známý jako Li-NBAL, významně zlepšil míru přežití pacientů s těžkou chronickou hepatitidou. Místo patentování vynálezu Li bezplatně rozšířila technologii do více než 300 nemocnic po celé Číně.
V říjnu 1993 byla jmenována viceprezidentkou První přidružené nemocnice Lékařské fakulty Čeťiangské univerzity, kterou zastávala tři roky. V listopadu 1996 se stala zástupkyní ředitele „Státní klíčové laboratoře infekčních nemocí“ Ministerstva zdravotnictví, o šest let později byla jmenována ředitelkou. V letech 1998 až 2008 působila jako ministryně zdravotnictví provincie Če-ťiang.

### SARS
Během epidemie SARS v roce 2003 Li Lan-ťüan působila v oblasti prevence nemoci v Če-ťiangu a kontrolovala šíření této choroby v provincii. Během vypuknutí ptačí chřipky v deltě Jang-c’-ťiang v roce 2013 izoloval tým Li kmen H7N9 jako patogen a prokázal, že kmen pochází z trhů živé drůbeže. Na základě tohoto výzkumu vláda uzavřela trhy s živou drůbeží a bylo zabráněno rozšíření nákazy viru v Číně. Li Lan-ťüan se svým výzkumným týmem získala v roce 2017 Státní cenu za vědecký a techlogický pokrok.

### COVID-19
Během pandemie covidu-19 byla Li jedním z výzkumných pracovníků, kteří navrhli uzavření centra Wu-chanu. Návrh byl čínskou vládou přijat a město Wu-chan bylo 23. ledna 2020 uzavřeno. Dne 1. února Li s týmem zdravotnických pracovníků z Chang-čou odešla do Wu-chanu pomáhat v boji proti epidemii.
Dne 20. dubna 2020 informoval Stephen Chen z South China Morning Post o výzkumu Li Lan-ťüan a jejího týmu na Čeťiangské univerzitě, který identifikoval více než 30 kmenů viru SARS-CoV-2.

## Osobní život
Profesorka Li Lan-ťüan je vdaná, manžel Čeng Šu-sen je odborníkem na transplantaci jater a také akademikem Čínské akademie inženýrství, Mají syna jménem Čeng Ťie (郑杰).

## Vyznamenání a ocenění
- 1998 Cena Státního vědeckého a technologického pokroku (druhé místo), za výzkum systému umělé podpory jater
- 2005 zvolena akademikem Čínské akademie inženýrství (CAE)
- 2007 Státní cena za vědecký a technologický pokrok (druhé místo), za výzkum v oblasti infekčních nemocí
- 2013 Státní cena za vědecký a technologický pokrok (první místo), za inovativní teorii a technologický průlom v léčbě závažných onemocnění jater
- 2014 Státní cena za vědecký a technologický pokrok (první místo), za výzkum a účinnou prevenci pandemie chřipky H1N1
- 2014 Cena Ho Leung Ho Lee za úspěch v oblasti vědy a techniky
- 2015 Státní cena za vědecký a technologický pokrok (první místo) za inovativní léčbu terminálního stadia onemocnění jater
- 2017 Státní cena vědecký a technologický pokrok (zvláštní cena) za významné inovace a technologický průlom v systémech prevence epidemií, jejichž příkladem je ptačí chřipka H7N9
- 2020 Nature’s 10: Deset lidí, kteří pomohli formovat vědu v roce 2020[4]